# Obwód czujski
Obwód czujski (kirg. Чүй облусу) – obwód w północnym Kirgistanie ze stolicą w Tokmoku.
Obwód dzieli się na jedno miasto o znaczeniu obwodowym i 8 rejonów:
- Tokmok
- rejon Ałamüdün
- rejon Czüj
- rejon Dżajył
- rejon Kemin
- rejon Moskwa
- rejon Panfiłow
- rejon Sokułuk
- rejon Ysyk-Ata